# Dawn Penn
Dawn Penn (nascida em 11 de janeiro de 1952) é uma cantora de reggae jamaicana. Ela teve uma curta carreira durante a era rocksteady, entre 1967 e 1969, mas é mais conhecida por seu single "You Don't Love Me (No, No, No)", que se tornou um sucesso mundial em 1994.

## Carreira
As primeiras gravações de Penn foram compostas e escritas por ela por volta de 1966 usando músicos de estúdio. Em 1967, ela gravou o single rocksteady "You Don't Love Me", produzido por Coxsone Dodd no Studio One. Ela também gravou "Why Did You Lie?" no Studio One, "Broke My Heart" para Bunny Lee, "I Let You Go Boy" e covers de " To Sir with Love " e " Here Comes the Sun ". Dawn também gravou para o cantor e produtor Prince Buster no início de sua carreira com músicas como "Long Day, Short Night", "Blue Yes Blue" e "Here's the Key". Em 1970, Penn deixou a indústria da música e se mudou para as Ilhas Virgens. No entanto, ela enfrentou o racismo lá e, em 1987, voltou à Jamaica e à música.
No verão de 1992, ela foi convidada para aparecer no palco em um show de aniversário do Studio One, onde ela cantou a música "You Don't Love Me" com Steely & Clevie como músicos de apoio. A apresentação foi um sucesso, e ela voltou ao estúdio de gravação para regravar a música para o álbum tributo Steely & Clevie Play Studio One Vintage . Foi lançado como o single "You Don't Love Me (No, No, No)" mais de um ano depois, alcançando as paradas nos EUA e na Europa, além de atingir o 1º lugar em sua Jamaica natal e o 3º lugar no Parada de singles do Reino Unido. O álbum de Penn, No, No, No, foi lançado pela Big Beat Records em 1994.
Posteriormente, "You Don't Love Me (No, No, No)" foi sampleada e regravada pelos artistas Kano, Hexstatic, Jae Millz, 311, Ghostface Killah, Mims, Eve com Stephen Marley e Damian Marley . Suas versões foram todas renomeadas como "No, No, No", exceto a de Ghostface, que foi chamada de "The Splash", e a de 311 "Omaha Stylee".
Penn se apresentou no Drum em Birmingham, Inglaterra, em abril de 2006, e, no mesmo ano, esteve no palco do Uppsala Reggae Festival, na Suécia. Em 2011, Penn lançou um videoclipe para a música "City Life", dirigida por Antoine Dixon-Bellot. Em 30 de junho de 2013, Penn cantou "You Don't Love Me (No, No, No)" no BET Awards . Em 2014, The Lee Thompson Ska Orchestra lançou o single "Bangarang" com Penn nos vocais, e ela apareceu no vídeo oficial para acompanhar o single. Penn se juntou à Ska Orchestra no palco para apresentar a faixa, na noite de Halloween de 2013, no The Jazz Café em Camden Town, em Londres . Penn também apareceu com Thompson e o cantor de apoio Darren Fordham no Hootenanny de 2013/14 de Jools Holland e novamente no Festival de Glastonbury em 2014.

## Discografia

### Álbuns
| Título                 | Ano  | Posições do gráfico de pico | Posições do gráfico de pico | Posições do gráfico de pico |
| Título                 | Ano  | AUT                         | GER                         | Reino Unido                 |
| ---------------------- | ---- | --------------------------- | --------------------------- | --------------------------- |
| Não não não            | 1994 | 25                          | 53                          | 51                          |
| Volte novamente        | 1996 | —                           | —                           | —                           |
| Nunca apresse a música | 2004 | —                           | —                           | —                           |
| Vintage                | 2010 | —                           | —                           | —                           |
| Vintage 2              | 2012 | —                           | —                           | —                           |
| Consciente             | 2012 | —                           | —                           | —                           |

### EPs
- EP (2011)

### Singles
| Título                           | Ano  | Peak chart positions | Peak chart positions | Peak chart positions | Peak chart positions | Peak chart positions | Peak chart positions | Peak chart positions | Peak chart positions | Peak chart positions | Peak chart positions | Certificações |
| Título                           | Ano  | AUS                  | AUT                  | BEL (FL)             | FRA                  | GER                  | NLD                  | NZ                   | SWI                  | UK                   | US                   | Certificações |
| -------------------------------- | ---- | -------------------- | -------------------- | -------------------- | -------------------- | -------------------- | -------------------- | -------------------- | -------------------- | -------------------- | -------------------- | ------------- |
| "Long Days, Short Night"         | 1966 | —                    | —                    | —                    | —                    | —                    | —                    | —                    | —                    | —                    | —                    |               |
| "You Don't Love Me"              | 1967 | —                    | —                    | —                    | —                    | —                    | —                    | —                    | —                    | —                    | —                    |               |
| "Why Did You Lie"                | 1967 | —                    | —                    | —                    | —                    | —                    | —                    | —                    | —                    | —                    | —                    |               |
| "You Don't Love Me (No, No, No)" | 1994 | 74                   | 13                   | 8                    | 41                   | 41                   | 38                   | 25                   | 17                   | 3                    | 58                   | - BPI: Gold   |
| "Night &amp; Day"                | 1994 | —                    | —                    | —                    | —                    | —                    | —                    | —                    | —                    | 81                   | —                    |               |
| "What Do You Do?"                | 1995 | —                    | —                    | —                    | —                    | —                    | —                    | —                    | —                    | —                    | —                    |               |
| "Looking for a Lion"             | 2003 | —                    | —                    | —                    | —                    | —                    | —                    | —                    | —                    | —                    | —                    |               |
| "Growing Up"                     | 2004 | —                    | —                    | —                    | —                    | —                    | —                    | —                    | —                    | —                    | —                    |               |
| "Love the One You're With"       | 2005 | —                    | —                    | —                    | —                    | —                    | —                    | —                    | —                    | —                    | —                    |               |
| "Broke My Heart"                 | 2011 | —                    | —                    | —                    | —                    | —                    | —                    | —                    | —                    | —                    | —                    |               |
| "To Sir with Love"               | 2011 | —                    | —                    | —                    | —                    | —                    | —                    | —                    | —                    | —                    | —                    |               |
| "I'll Let You Go Boy"            | 2012 | —                    | —                    | —                    | —                    | —                    | —                    | —                    | —                    | —                    | —                    |               |
| "I'll Get You"                   | 2012 | —                    | —                    | —                    | —                    | —                    | —                    | —                    | —                    | —                    | —                    |               |
| "Reality Check"                  | 2013 | —                    | —                    | —                    | —                    | —                    | —                    | —                    | —                    | —                    | —                    |               |
| "Music Is the Magic"             | 2014 | —                    | —                    | —                    | —                    | —                    | —                    | —                    | —                    | —                    | —                    |               |
| "Chilling"                       | 2015 | —                    | —                    | —                    | —                    | —                    | —                    | —                    | —                    | —                    | —                    |               |